# Oktober 2006
Portal Geschichte | Portal Biografien | Aktuelle Ereignisse | Jahreskalender | Tagesartikel

◄ |
20. Jahrhundert |
21. Jahrhundert

◄ |
1970er |
1980er |
1990er |
2000er
| 2010er | 2020er | 2030er | ►

◄ |
2002 |
2003 |
2004 |
2005 |
2006
| 2007 | 2008 | 2009 | 2010 | ►

◄ |
Juli 2006 |
August 2006 |
September 2006 |
Oktober 2006 |
November 2006 |
Dezember 2006 |
Januar 2007 |
►
Dieser Artikel behandelt tagesbezogene Nachrichten und Ereignisse im Oktober 2006.

## Tagesgeschehen

### Sonntag, 1. Oktober 2006

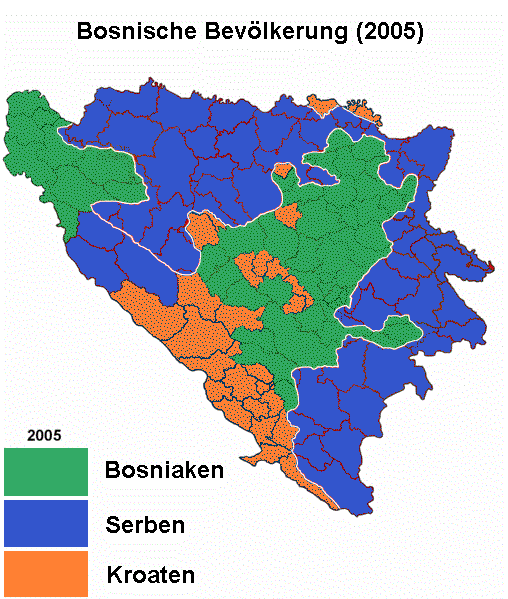
Bevölkerungsmehrheiten in Bosnien und Herzegowina

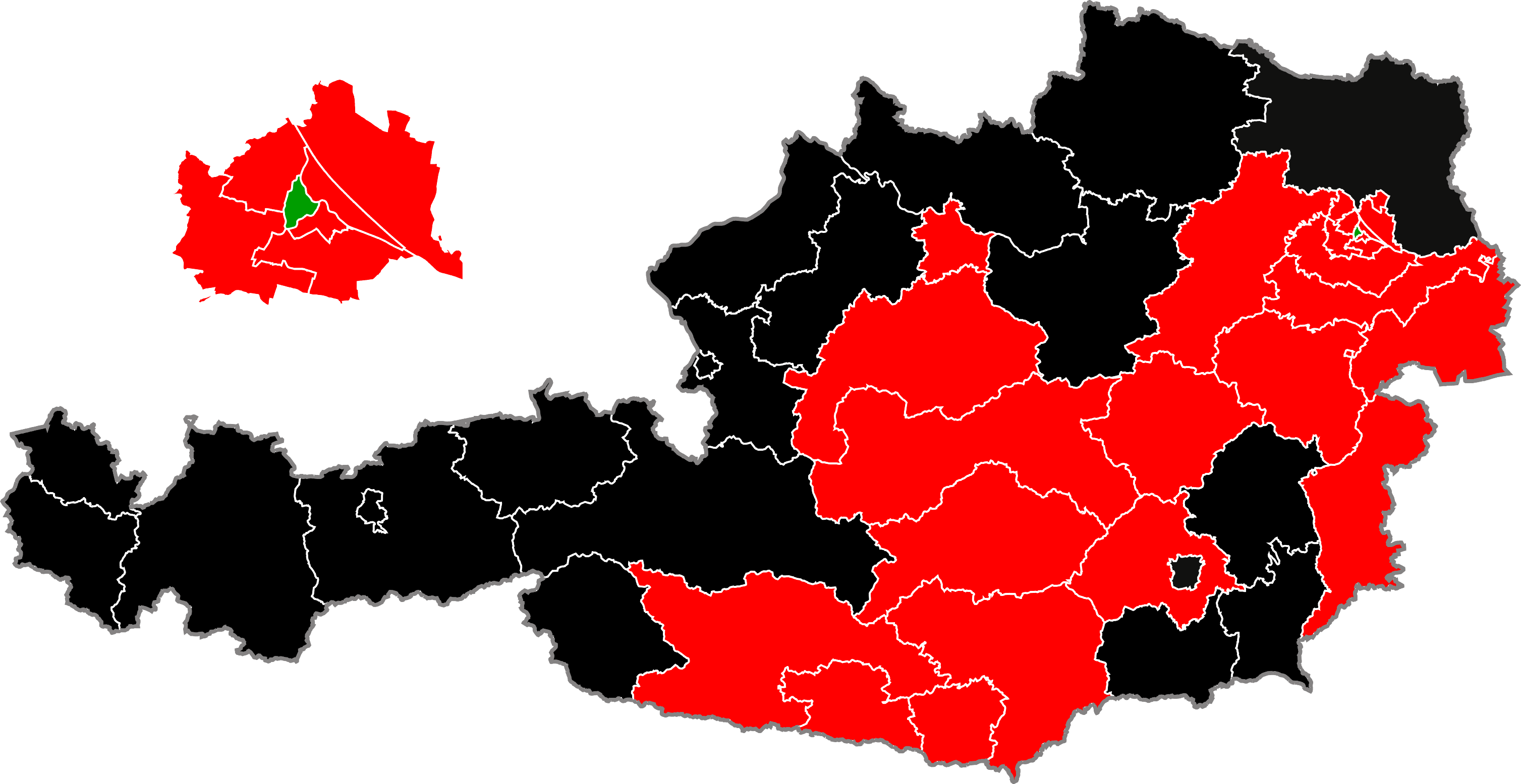
Nationalratswahl: Stärkste Parteien nach Regionalwahlkreisen

- Brasília/Brasilien: Bei der Präsidentschaftswahl verfehlt Präsident Luiz Inácio Lula da Silva von der Partei der Arbeiter um circa 1,4 % die absolute Mehrheit und wird sich in einer Stichwahl gegen den zweitplatzierten Kandidaten Geraldo Alckmin von der Sozialdemokratischen Partei durchsetzen müssen, um sein Amt zu behalten.[1]
- Budapest/Ungarn: Die regierenden Sozialdemokraten verlieren bei den Kommunalwahlen erheblich, doch wird Ministerpräsident Ferenc Gyurcsány trotz dessen und der vor zwei Wochen begonnenen Demonstrationen gegen seine Regierung nicht zurücktreten.
- Libanon: Die israelischen Streitkräfte schließen in den frühen Morgenstunden ihren Rückzug aus dem Südlibanon ab. Damit ist einer der Hauptpunkte des von den Vereinten Nationen (UN) vermittelten Waffenstillstandsabkommens gemäß Resolution 1701 des UN-Sicherheitsrates erfüllt. Die Interimstruppe der UN im Libanon und die Streitkräfte des Libanon sollen laut Abkommen die Kontrolle über den südlichen Landesteil übernehmen, jedoch weigert sich die aktuell dominante schiitische Terrororganisation Hisbollah, ihre Waffen auszuhändigen.[2]
- Sarajevo/Bosnien und Herzegowina: In Bosnien und Herzegowina werden drei Regionalparlamente in der Föderation Bosnien-Herzegowina und der Republika Srpska, vier Präsidenten und zehn Regionalvertretungen in den zehn Kantonen der Föderation Bosnien und Herzegowina gewählt.[3]
- Wien/Österreich: An der vom Parlament im Juni beschlossenen Nationalratswahl beteiligen sich 74 % der Wahlberechtigten. Die Österreichische Volkspartei (ÖVP) mit Bundeskanzler Wolfgang Schüssel erreicht bei deutlichen Verlusten 34,3 %, während die Sozialdemokratische Partei (SPÖ) mit Alfred Gusenbauer 35,3 % erhält. Die Grünen werden mit 11,04 % drittstärkste Kraft, gefolgt von der Freiheitlichen Partei, die 11,03 % der Stimmen erhält. Die BZÖ (4,1 %) überspringt bei ihrer ersten Teilnahme an einer Nationalratswahl die Sperrklausel. Obwohl die Diskrepanzen zwischen SPÖ und ÖVP, die seit 2000 den Regierungschef stellt, erheblich sind, ist die Bildung einer Großen Koalition plausibel, denn der von der politischen Linken angestrebten Variante Rot-Grün fehlt die Mandatsmehrheit.[4][5]

### Montag, 2. Oktober 2006

Wappen des GRU

- Lancaster County/Vereinigte Staaten: An einer Schule der Religionsgemeinschaft der Amische in Pennsylvania ist es nach einer Geiselnahme zu einer tödlichen Schießerei mit der Polizei gekommen. Der Täter, ein 32-jähriger Milchwagenfahrer, erschießt dabei fünf Schülerinnen.[6]
- Moskau/Russland: Eine Woche nachdem Georgien am 27. September 2006 vier russische Offiziere des Militärgeheimdienstes GRU wegen Verdachts auf Spionage und Terroranschlägen verhaftet hat, wirft der russische Präsident Wladimir Putin dem kleinen Nachbarland in einem TV-Interview Staatsterrorismus vor und droht mit einem Abbruch der wirtschaftlichen Beziehungen. Daraufhin übergibt der georgische Präsident Micheil Saakaschwili die 4 Offiziere nachmittags an den Vermittler der Organisation für Sicherheit und Zusammenarbeit in Europa (OSZE), Belgiens Außenminister Karel De Gucht. Sie werden umgehend nach Moskau ausgeflogen. Dennoch unterbricht Russland alle Verkehrsverbindungen für Autos, Flugzeuge, Schiffe und Eisenbahnen zur Kaukasus-Republik Georgien. Das Verhältnis der beiden Länder hat sich seit 3 Jahren kontinuierlich verschlechtert, als in der Rosenrevolution im November 2003 die russlandtreue Führung unter Präsident Eduard Schewardnadse durch den pro-westlichen Micheil Saakaschwili gestürzt wurde. Zentraler Konflikt zwischen beiden Regierungen ist der Streit um die abtrünnigen Regionen Südossetien und Abchasien, die von Russland unterstützt werden.[7]
- New York/Vereinigte Staaten: Bei einer weiteren Testwahl der UNO wählt man Südkoreas Außenminister Ban Ki-moon erneut zum aussichtsreichsten Kandidaten für die Nachfolge Kofi Annans als UN-Generalsekretär.[8]
- Stockholm/Schweden: Den Nobelpreis für Physiologie oder Medizin werden in diesem Jahr die Amerikaner Andrew Z. Fire und Craig Mello für die Entdeckung der RNA-Interferenz erhalten.[9]

### Dienstag, 3. Oktober 2006
- Kiel/Deutschland: Der deutsche Nationalfeiertag, der Tag der Deutschen Einheit, wird in Kiel gefeiert. Die Einheitsfeiern werden von einem Bürgerfest begleitet, das der Ministerpräsident von Schleswig-Holstein Peter Harry Carstensen (CDU) am Nachmittag eröffnet. Zum Rahmenprogramm gehören Segelwettbewerbe, Sportvorführungen und ein Festumzug mit Spielmannszügen aus allen deutschen Bundesländern.[10]
- Pjöngjang/Nordkorea: Die selbsternannte Atommacht Nordkorea kündigt Kernwaffentests an, da man sich aufgrund der Sanktionen und Drucks der USA zu diesem Schritt gezwungen sehe. Dabei wurde kein Termin von der offiziellen Nachrichtenagentur KCNA genannt. Experten Chinas erwarten schon bald die erste Zündung, da schon im Juli 2006 die erste Atomwaffenfähige Trägerrakete testete.[11]
- Stockholm/Schweden: Der Nobelpreis für Physik wird in diesem Jahr an die Amerikaner John Cromwell Mather und George Smoot für ihre Forschung auf dem Gebiet der Astrophysik verliehen.[12]

### Mittwoch, 4. Oktober 2006
- Guatemala-Stadt/Guatemala: In der Hauptstadt des mittelamerikanischen Staates, der lange von innenpolitischen Konflikten erschüttert war, prüfen Staatsanwälte, ob gegen den früheren Diktator Efraín Ríos Montt ein Prozess wegen Völkermordes geführt werden kann.[13]
- Stockholm/Schweden: Der Amerikaner Roger D. Kornberg wird in diesem Jahr den Nobelpreis für Chemie erhalten. Die Stiftung ehrt seine Studien über eukaryotisch aufgebaute Lebewesen.[14]

### Donnerstag, 5. Oktober 2006
- Irak: Das US-Militär dementiert Berichte, nach denen der Anführer des irakischen Arms der Extremistenorganisation Al-Qaida, Abu Ajjub al-Masri, getötet worden sei.[15]

### Freitag, 6. Oktober 2006
- New York/Vereinigte Staaten: Der am 3. Oktober angekündigte Atombomben-Test Nordkoreas wird von zahlreichen Staaten als Provokation aufgefasst und ist auch Beratungsthema des UN-Sicherheitsrates. Um den Widerstand Chinas und Russlands gegen eine scharfe Erklärung mit Hinweis auf mögliche Sanktionen (Kapitel VII der UN-Charta) zu umgehen, will der Rat Nordkorea lediglich auffordern, den Test zunächst abzusagen, sagt Japans UN-Botschafter Kenzo Oshima im New Yorker UN-Zentrum. Die kommunistische Führung in Pjöngjang solle aber letztlich – wie im September 2005 vereinbart – ihr Atomwaffenprogramm gegen Zugeständnisse in den Bereichen Energie und Sicherheit einstellen.[16]

### Samstag, 7. Oktober 2006
- München, Nürnberg/Deutschland: Im Tarifstreit um Arbeitsplatzgarantien bei der Bahn nach dem geplanten Börsengang legt die Gewerkschaft Transnet den Zugverkehr in München und Nürnberg lahm. Transnet-Vorsitzender Norbert Hansen droht mit unbefristeten Streiks ab 24. Oktober, sollte der Vorstand kein neues Angebot vorlegen. Zunächst wollen die Transnet und GDBA nächste Woche mit Warnstreiks fortfahren. Beim dritten Warnstreik innerhalb einer Woche legten freitags 320 Beschäftigte in Nürnberg und München die Arbeit nieder; Pendler und Reisende mussten im Regional- und Fernverkehr der zwei bayerischen Ballungsräume rund 180 Zugverspätungen in Kauf nehmen. Frühere befristete Ausstände hatten auch Nordrhein-Westfalen, Rheinland-Pfalz, Saarland und Berlin betroffen. Im Tarifkonflikt geht es um den Erhalt des Schutzes vor betriebsbedingten Kündigungen im bundeseigenen Bahnkonzern bis 2010.[17]
- Riga/Lettland: Die 9. Saeima der Republik Lettland wird gewählt.

### Sonntag, 8. Oktober 2006
- Frankfurt am Main/Deutschland: Der deutsche Soziologe Wolf Lepenies erhält den Friedenspreis des Deutschen Buchhandels.[18]

### Montag, 9. Oktober 2006
- Huehuetenango/Guatemala: Bei der Ortschaft Santa Cruz Barillas im Norden des mittelamerikanischen Landes kommen bei einem schweren Busunglück über 40 Menschen ums Leben. Der Bus stürzt in eine mehr als 100 Meter tiefe Schlucht, als der Fahrer die Kontrolle über das Fahrzeug verliert. Sieben Menschen können lebend geborgen werden, einige von ihnen allerdings schwer verletzt.[19]
- Pjöngjang/Nordkorea: Nordkorea testet nach eigenen Angaben erstmals eine Kernwaffe. Um 3:36 Uhr MESZ wurden von südkoreanischen Seismografen Erschütterungen der Magnitude 4,2 bzw. in Japan 3,6 gemessen. Der Test ist von Nordkoreas KP-Regierung bereits in der Vorwoche angekündigt worden und wird von der internationalen Staatengemeinschaft aufs Schärfste verurteilt. Eine Bestätigung, dass es sich tatsächlich um eine Nuklearexplosion handelte, steht noch aus.[20][21]
- Stockholm/Schweden: Der Amerikaner Edmund S. Phelps wird in diesem Jahr „für seine Analyse intertemporaler Zielkonflikte in makroökonomischer Politik“ den Alfred-Nobel-Gedächtnispreis für Wirtschaftswissenschaften erhalten.[22]
- Wien/Österreich: Die Auszählung der Wahlkarten zur österreichischen Nationalratswahl 2006 ist abgeschlossen und erbringt wegen der großen Zahl (260.067 statt erwarteter 240.000) noch kleine Verschiebungen: Der Abstand zwischen SPÖ und ÖVP sinkt auf 1,0 % (1. Okt. noch 1,5 %, doch die Mandate bleiben bei 68:66), Die Grünen gewinnen ein 21. Mandat auf Kosten des BZÖ (nun 7, jedoch weiterhin 4,1 %) und werden knapp drittstärkste Partei. Wie schon 2002 ist der „grüne“ Stimmenanteil bei den Wahlkarten relativ hoch, sodass sie gegenüber dem – sie legen vorläufigen Ergebnis vom 1. Oktober um 0,6 % auf 11,1 % zulegen und die FPÖ (11,0 statt 11,1 %) um 538 Stimmen überholen. Die FPÖ (1999 noch ex äquo Platz 2 mit der ÖVP) fällt auf Platz 4 zurück, was den Verlust des 3. Parlamentspräsidenten bedeuten dürfte. Das 21. Mandat bringt der Grünen in der kommenden Legislaturperiode außerdem den 3. Volksanwalt und jährlich 400.000 Euro mehr an Parteienförderung.[23]

### Dienstag, 10. Oktober 2006

Logo von YouTube

- Mainz/Deutschland: Das Bundeskriminalamt testet im Mainzer Hauptbahnhof die biometrische Gesichtserkennung (Foto-Fahndung).
- Menlo Park/Vereinigte Staaten: Das für seine Suchmaschine bekannte Unternehmen Google Inc. erwirbt YouTube, Betreiber eines Videoportals, für 1,65 Milliarden US-Dollar.[24]
- Washington, D.C./Vereinigte Staaten: Der vermutliche Aufstieg Nordkoreas zur neunten Atommacht vermehrt im beginnenden Wahlkampf für die Novemberwahlen die Kritik an US-Präsident George W. Bush. Er habe die militante Diktatur 2001 durch das Einreihen in die „Achse des Bösen“ indirekt zu noch stärkeren Anstrengungen bei der Aufrüstung veranlasst. Ebenfalls thematisiert wird die Fehleinschätzung des irakischen Waffenprogramms im Vorfeld des zweiten Irakkriegs.

### Mittwoch, 11. Oktober 2006

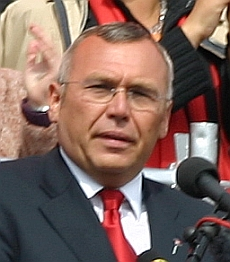
Alfred Gusenbauer

- Brüssel/Belgien: Die Verkehrsminister der Mitgliedstaaten der Europäischen Union beschließen einen Zusatz zur Alpenkonvention, wonach keine weiteren alpenquerenden Verkehrswege mehr ausgebaut werden. Hintergrund ist die wachsende Ablehnung der alpinen Bevölkerung gegen den stark wachsenden Transitverkehr.
- Hamburg/Deutschland: Das am 13. Juni 2004 per Volksentscheid beschlossene Wahlrecht für Hamburg wird durch die CDU-Mehrheit in der Hamburgischen Bürgerschaft gegen die Stimmen der Opposition in einigen Kernelementen revidiert.
- New York/Vereinigte Staaten: Ein Flugzeug mit zwei Insassen stürzt in ein 50-stöckiges Hochhaus in der Upper East Side; beide Insassen kommen ums Leben. Assoziationen zum Terroranschlag „9/11“ (September 2001) bestätigen sich nicht, es war ein Navigationsfehler des noch unerfahrenen Piloten, eines Baseballprofispielers.[25]
- Paris/Frankreich: Im Gefolge der Schwierigkeiten um Airbus Industries verhandelt ein deutsch-französischer Ministerrat über die nötigen Maßnahmen. Die deutsche Bundeskanzlerin Angela Merkel erörtert bei ihrem Treffen mit Frankreichs Staatspräsident Chirac, wie die möglichen Einsparungen auf die beiden Länder verteilt werden können.[26]
- Wien/Österreich: Bundespräsident Heinz Fischer beauftragt den SPÖ-Vorsitzenden Alfred Gusenbauer mit Regierungsverhandlungen mit der ÖVP, die morgen beginnen sollen. Bei Österreichs Nationalratswahl am 1. Oktober hatte die SPÖ zwar 1 %, die bisherige Regierungspartei ÖVP aber 7 % an Stimmen eingebüßt, sodass die Sozialdemokraten nun mit 68:66 Mandaten stärkste Parlamentspartei sind. Vor dem Start der als langwierig eingestuften Verhandlungen bekräftigen beide Großparteien einige ihrer Standpunkte, u. a. zu Pensionsreform 2005 und Nachbeschaffung moderner Abfangjäger. Gusenbauer will einen parlamentarischen Untersuchungsausschuss zum Kaufvertrag der Eurofighter und der Kompensationsgeschäfte, was ÖVP-Klubobmann Wilhelm Molterer als unfreundlichen Akt ansieht, der die Verletzungen des Wahlkampfs und das gegenseitige Misstrauen verstärke. Der unveröffentlicht zu bleibende Kaufvertrag sei zweimal vom Rechnungshof als einwandfrei befunden worden. Indessen beauftragt die ÖVP den noch amtierenden Bundeskanzler Wolfgang Schüssel mit der Führung ihres Verhandlungsteams.

### Donnerstag, 12. Oktober 2006
- London/Vereinigtes Königreich: Hohe britische Offiziere halten den Militäreinsatz im Irak für kontraproduktiv. Er habe seit dem Sturz Saddam Husseins die Sicherheit im Lande nicht (wesentlich) gefördert. Diese Kritik schließt sich an jene der US-Demokraten an, die sich im Wahlkampf für die so genannten „Halbzeitwahlen“ im November befinden.
- New York/Vereinigte Staaten: Die Verhandlungen im UN-Sicherheitsrat über Sanktionen wegen Nordkoreas Kernwaffenprogramm gedeihen überraschend schnell. Ein Resolutionsentwurf der USA bezieht sich auf § 7 der UN-Charta, der strenge, auch militärische Eingriffe möglich macht. China und Russland sind nicht mehr prinzipiell dagegen, möchten aber in der Resolution selbst Militärmaßnahmen ausschließen. Ein Embargo soll hinsichtlich Rüstungsgüter nur schwere Waffen betreffen.
- Stockholm/Schweden: Der Türke Orhan Pamuk erhält in diesem Jahr den Nobelpreis für Literatur. Eines seiner bekanntesten Werke ist Das stille Haus.[27]

### Freitag, 13. Oktober 2006
- Berlin/Deutschland: Im Rahmen der Exzellenzinitiative werden die TU München, die LMU München und die Universität Karlsruhe als erste deutsche Eliteuniversitäten ausgezeichnet.
- Mittelmeer: Die italienische Küstenwache kommt südlich von Sizilien in der Nähe der Insel Lampedusa einem in Seenot geratenen Boot mit Migranten aus Nordafrika zu Hilfe. Das Boot von nur 18 Meter Länge hatte über 200 Menschen an Bord. Schon vor einigen Tagen war ein Boot mit über 130 Migranten aufgebracht worden. Insgesamt ist heuer etwa 16.000 Migranten aus Nordafrika die Zuwanderung nach Italien gelungen. Wie viele Personen ertrunken sind, ist unbekannt.
- New York/Vereinigte Staaten: In der Nacht zieht Russland seine vorläufige Zustimmung zur gestern erzielten Einigung im UN-Sicherheitsrat über die Verhängung von UN-Sanktionen gegen Nordkorea ohne Angabe von Gründen zurück.
- Oslo/Norwegen: Der Bengale Muhammad Yunus wird den diesjährigen Friedensnobelpreis erhalten. Das Komitee will ihn und die Grameen Bank (deutsch Dörfliche Bank) für die Vergabe von Mikrokrediten auszeichnen.[28]
- Ostküste/Vereinigte Staaten: Ein für die Jahreszeit ungewöhnlich früher Schneesturm wütet im Nordosten der USA. Drei Menschen kommen ums Leben.
- Tirana/Albanien: Der nun ein Jahr im Amt befindliche Ministerpräsident Berisha kündigt an, in nächster Zeit der Terrorbekämpfung Vorrang einzuräumen.
- Vereinigte Staaten: Der in der Vorwoche verkündete, aber teilweise bezweifelte Atomtest in Nordkorea fand nach Angaben der Luftstreitkräfte der Vereinigten Staaten, die den Fall untersuchten, tatsächlich statt.

### Samstag, 14. Oktober 2006
- New York/Vereinigte Staaten: Der UN-Sicherheitsrat beschließt nach tagelangen Beratungen, UN-Sanktionen gegen Nordkorea wegen dessen Atompolitik zu empfehlen.

### Sonntag, 15. Oktober 2006
- Hawaii/Vereinigte Staaten: Eine Serie von Erdbeben erschüttert die Hauptinsel und benachbarte Inseln. Das erste Beben hatte eine Magnitudo von 6,6 und ein zweites Starkbeben 5,8. Über Todesopfer ist noch nichts bekannt, doch wurden schwere Sachschäden verursacht und Erdrutsche ausgelöst.
- Peking/China: Aus politischen Kreisen der Volksrepublik verlautet, China werde sich nicht an der beschlossenen Überwachung des Schiffsverkehrs von und nach Nordkorea beteiligen. Damit werden die gestern mit Zustimmung Chinas beschlossenen UN-Sanktionen konterkariert.
- Quito/Ecuador: Bei den Wahlen in Ecuador wurden die 100 Mitglieder des Nationalkongresses, die fünf Vertreter Ecuadors im Andenparlament und Mitglieder der Provinz- und Stadträte gewählt. Da keiner der Kandidaten bei den Präsidentschaftswahlen die notwendige Stimmenanzahl erreichte, wurde am 26. November eine Stichwahl durchgeführt, bei der Rafael Correa als Sieger hervorging.

### Montag, 16. Oktober 2006
- Canberra/Australien: Premierminister Howard äußert sich zur bisher abgelehnten Atomenergie positiv. Das Land sei zwar nicht dem Kyoto-Protokoll beigetreten, müsse aber die Reduktion der Emission von Treibhausgasen in Angriff nehmen. Die Stromerzeugung beruht zu 90 % auf Kohlekraftwerken, andrerseits habe der Südkontinent auf seinem Gebiet große Lagerstätten von Uranerz.
- Indonesien: Nach Wiederauftreten der Vogelgrippe H5N1 wird der Tod zweier Menschen gemeldet.
- Quito/Ecuador: Bei der Präsidentenwahl erreicht keiner der beiden Kandidaten nach vorläufiger Auszählung die absolute Mehrheit. Am 26. November wird es nun zu einer Stichwahl zwischen dem linksgerichteten Kandidaten Rafael Correa und dem konservativen, wirtschaftsliberalen Álvaro Noboa kommen.
- Südkorea: Der Abwehrdienst der Staatssicherheit hat ermittelt, dass der von Nordkorea am 9. Oktober durchgeführte Waffentest tatsächlich eine Nuklearexplosion war. Auch in Luftproben von US-Flugzeugen werden Spuren von Radioaktivität festgestellt.

### Dienstag, 17. Oktober 2006
- Reykjavík/Island: Nach einer langjährigen Pause beim kommerziellen Walfang gibt das Fischereiministerium 30 Zwergwale und 9 Finnwale zur Jagd frei, die bis Ende August 2007 erlegt werden dürfen. Laut Internationalem Übereinkommen zur Regelung des Walfangs gilt zwar ein Moratorium für die kommerzielle Jagd, doch Island sieht sich wie Norwegen nicht daran gebunden.[29]
- Rom/Italien: Durch einen Auffahr-Unfall zweier U-Bahn-Züge werden über 200 Menschen verletzt und eine Frau getötet; die Rettung muss mobile Versorgungszelte aufstellen. Von fahrenden Zug wurde ein Rotlicht überfahren; ob dabei technisches oder menschliches Versagen vorliegt, wird noch untersucht.[30]
- Wien/Österreich: Der Chef der Internationalen Atombehörde IAEO, Mohammed el-Baradei, spricht von Hinweisen, dass in etwa 30 Ländern an Vorentwicklungen für Atomwaffen gearbeitet wird. Er nennt allerdings keine Namen. Der Vertrag zur Nichtweitergabe scheint von einigen Ländern nicht eingehalten zu werden.

### Mittwoch, 18. Oktober 2006
- Baikonur/Kasachstan: Wegen starker Höhenwinde über dem „Weltraumbahnhof“ muss der Start des neuen europäischen Wettersatelliten MetOp mit einer Sojus-Trägerrakete erneut verschoben werden und soll nun Donnerstags erfolgen. Bereits im Juli hatten Wetterkapriolen den Start dreimal verhindert.[31]
- Brüssel/Belgien: Die EU-Kommission beschließt, das Post-Monopol bis 2009 in der gesamten EU auslaufen zu lassen. Dadurch sollen künftig private Postdienste neben Paketpost auch Briefe befördern können. Die Niederlande, Schweden und das Vereinigte Königreich haben ihre Märkte schon geöffnet, Italien ist jedoch gegen eine solche Liberalisierung.
- Kärnten/Österreich: Die alpenquerende Tauernautobahn muss für einige Tage gesperrt werden, weil eine Brücke bei Gmünd – vermutlich durch einen italienischen Schwertransport – schadhaft wurde. PKW können die Ausweichroute im Liesertal benützen, LKW müssen großräumig ausweichen. Die 800 m lange Hangbrücke ist nur eine von vielen ähnlichen Brücken, auf denen die Autobahn durch die engen Täler verläuft.
- New York/Vereinigte Staaten: Nach 22 Abstimmungen hat noch kein Kandidat Lateinamerikas für den Sicherheitsrat eine 2/3-Mehrheit (120 Stimmen) erhalten. Zuletzt lag Guatemala mit 102 Stimmen vor Venezuela mit 77; Argentinien scheidet Ende 2006 aus dem Sicherheitsrat aus. Guatemalas Außenminister Gert Rosenthal empfiehlt Venezuela, usancengemäß seine Bewerbung zurückziehen, was Staatschef Hugo Chávez in Caracas aber ablehnt. Seine linksgerichtete Regierung wolle in der UNO gegen das „US-Imperium!“ kämpfen. Die UN-Vollversammlung ruft vor der morgigen 23. Abstimmung die Staaten Lateinamerikas auf, einen Ausweg aus der Sackgasse zu finden. Der letzte langwierige Konfliktfall liegt 27 Jahre zurück: 1979 blieb nach 154 Abstimmungen der Ausgang zwischen Kuba und Kolumbien offen. Als Kompromiss wurde beim 155. Wahlgang schließlich Mexiko gewählt.[32]
- San Vicente/Argentinien: An der Umbettung der Gebeine des früheren Präsidenten Juan Domingo Perón nehmen tausende Menschen teil. Zuvor liefern sich rivalisierende Anhänger, die nicht eingeladen waren, eine Straßenschlacht mit 40 Verletzten, weshalb der amtierende Präsident Nestor Kirchner und seine Vorgänger Carlos Menem und Eduardo Duhalde (wie Kirchner ebenfalls Peronisten) ihre Teilnahme absagen. Perón wurde dreimal zum Präsidenten Argentiniens gewählt und starb 1974 als 78-Jähriger im Amt. Sein Sarg wurde nun in ein neues Mausoleum auf seinem früheren Landsitz in San Vicente, 45 Kilometer südwestlich von Buenos Aires, beigesetzt.[33]
- Wellington/Neuseeland: Neuseeland verurteilt die kommerzielle Waljagd. In der Internationalen Walfangkommission scheitert jedoch der Antrag von Umweltminister Chris Carter, den Südpazifik zur dauerhaften Schutzzone zu erklären. In der 71 Länder umfassenden Kommission, die in einem Moratorium nur den so genannten wissenschaftlichen Walfang erlaubt, ist für Grundsatzbeschlüsse eine 3/4-Mehrheit erforderlich. Die Befürworter des Walfangs um Japan blockieren solche Beschlüsse seit Jahren und werden neuerdings durch Entwicklungsländer unterstützt, die Japan durch Hilfsgelder an sich bindet. Auch Norwegen intensiviert den Walfang wieder, sodass der Bestand an Finnwalen erneut gefährdet ist.[34]

### Donnerstag, 19. Oktober 2006
- Baikonur/Kasachstan, Darmstadt/Deutschland: Der gestern verschobene Start des neuen ESA-Wettersatelliten MetOp-A mit einer russischen Sojus-Trägerrakete ist erfolgreich. Laut dem Europäischen Raumflugkontrollzentrum in Darmstadt befindet sich der 17 × 7 Meter große Satellit ab 19.39 Uhr MEZ auf seiner Umlaufbahn und aktiviert um 20.15 Uhr sein Sonnensegel und den Stromkreis. Metop-A umkreist die Erde in je 100 Minuten auf einer 800 km hohen sonnensynchronen Polarbahn – 43-mal näher als geostationäre Satelliten wie etwa Meteosat – und hat den neuartigen Infrarotscanner IASI an Bord. Ab 2011 sollen zwei weitere Metop-Satelliten genaueste Daten zu Umwelt, Atmosphäre und Klima liefern, die bestehenden Systeme Europas und der USA ergänzen und die Wettervorhersage in Europa weiter verbessern. Das Gemeinschaftsprojekt von ESA und der Europäischen Organisation für die Nutzung von meteorologischen Satelliten, EUMETSAT ist auf 14 Jahre angelegt und kostet 2,4 Mrd. Euro.[35]
- Lahti/Finnland: In der südfinnischen Stadt findet ein informelles EU-Gipfeltreffen statt. Behandelte Themenkreise sind die zunehmende Einwanderung aus Nordafrika und die Suche nach einer gemeinsamen Energiepolitik. Auf Initiative der finnischen Präsidentin trifft abends auch Russlands Präsident Putin den Kreis der EU-Politiker. Dabei wird neben einer Erdöl- und Erdgas-Garantie auch die Menschenrechtslage in Russland, der Mord an der Journalistin Anna Politkowskaja und der Konflikt Russland-Georgien angesprochen. Die heikle Lage bezeichnet Luxemburgs Jean-Claude Juncker als „Partnerschaft der organisierten Rücksichtnahme“.[36]
- New York/Vereinigte Staaten: Der Aktienindex Dow Jones Industrial Average notiert heute zum Ende des Parketthandels bei circa 12.012 Indexpunkten. Damit hat sich der Wert der einbezogenen Unternehmen innerhalb von etwa 20 Jahren verdoppelt. Heute liegt erstmalig in der Geschichte der Tageswert des Index jenseits von 12.000 Punkten.[37]
- Peking/China: Die Außenministerin der Vereinigten Staaten Condoleezza Rice besucht die chinesische Staatsführung, um die Sanktionen gegen Nordkorea wegen dessen Kernwaffenprogramm zu koordinieren.

### Freitag, 20. Oktober 2006
- Amara/Irak: Die schiitische Mahdi-Miliz erobert die südirakische Stadt Amara, die im August von den Briten an die irakische Armee übergeben wurde. Auslöser der Kämpfe, die mindestens 25 Todesopfer fordern, ist der Mordanschlag vom Mittwoch auf einen Polizeichef der Provinz Maisan, dessen Badr-Brigade mit den Anhängern Al Sadrs verfeindet ist. Ministerpräsident Nuri al-Maliki entsendet eine Delegation; irakische Soldaten und Polizisten kreisen Amara ein, um die Stadt mit 750.000 Einwohnern zurückzuerobern.[38]
- Hongkong/China: Für die Erstplatzierung der Aktien der größten Bank Chinas, der ICBC, erfolgt die  Emissionserklärung (englisch Offering Memorandum). Der Gang an die Wertpapierbörsen in Hongkong und Shanghai wird, nach starker Überzeichnung, ein Volumen von circa 20 Milliarden US-Dollar umfassen, damit wird am 27. Oktober der größte Börsengang in der Geschichte weltweit stattfinden.[39][40]
- Katar: Die OPEC-Staaten drosseln erstmals seit zwei Jahren ihre Ölproduktion, um das Sinken des Ölpreises aufzuhalten. Die Reduktion soll 1,2 Millionen Barrel pro Tag oder 4 Prozent betragen. Der Ölpreis war vergangene Woche unter 60 Dollar gesunken – 25 % unter dem Rekordstand von Mitte Juli, als das Barrel infolge der Libanon-Krise 78,40 Dollar pro Barrel kostete.[41]

### Samstag, 21. Oktober 2006
- Berlin/Deutschland: Altbundeskanzler Gerhard Schröder (SPD) kritisiert vor der Veröffentlichung seiner Memoiren im Spiegel die Rolle führender Gewerkschaftsfunktionäre während seiner eigenen Amtszeit und den Führungsstil seiner Amtsnachfolgerin Angela Merkel (CDU).
- Deutschland: Bundesweit demonstrieren unter dem Motto „Das geht besser“ rund 200.000 Menschen gegen die in ihren Augen arbeitnehmerfeindliche Politik der Bundesregierung.[42]
- Kailua-Kona/Vereinigte Staaten: Auf Big Island gewinnt Normann Stadler den Triathlon-Wettbewerb Ironman Hawaii. Unter den drei deutschen Gewinnern in der Geschichte der Veranstaltung ist er nun der erste Zweifachsieger. Bei den Damen überquert die Australierin Michellie Jones als Erste die Ziellinie.[43][44]

### Sonntag, 22. Oktober 2006

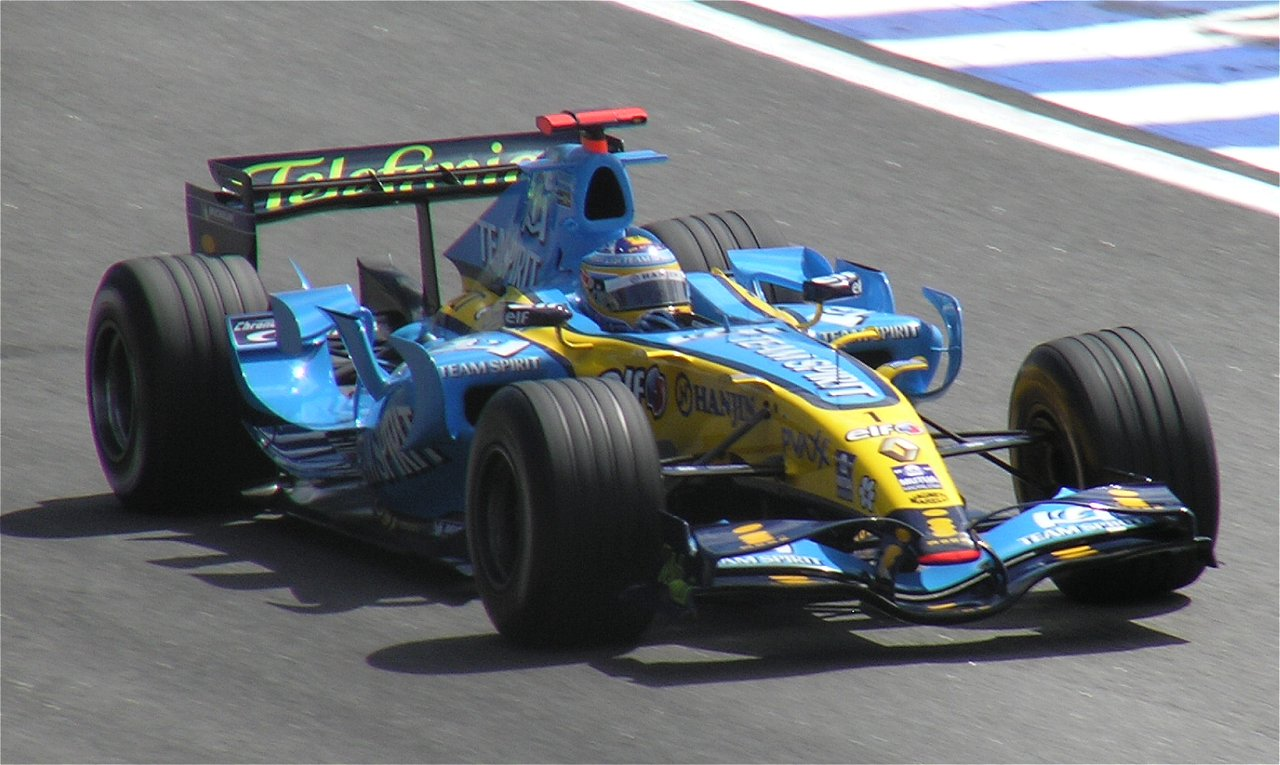
Fernando Alonso im Renault R26

- Panama-Stadt/Panama: Die Mehrheit der Bewohner Panamas (78 Prozent) sprechen sich bei einer Volksbefragung für den Ausbau des Panamakanals aus. 5,25 Milliarden US-Dollar soll die Verdoppelung der Kapazität der 82 Kilometer langen Wasserstraße bis zum Jahr 2015 kosten.[45]
- São Paulo/Brasilien: Fernando Alonso wird zum zweiten Mal Formel-1-Weltmeister und somit jüngster Doppel-Weltmeister in der höchsten Motorsportklasse. Im letzten Saisonrennen holt der Spanier den 2. Platz. Rekordweltmeister Michael Schumacher beendete nach einem Reifenschaden, der ihn zwischenzeitlich auf den letzten Platz zurückgeworfen hatte, und einer Aufholjagd sein 250. und letztes Rennen als Vierter. Der Kerpener schließt seine Formel-1-Karriere als Vize-Fahrerweltmeister ab.[46]

### Montag, 23. Oktober 2006
- Aschaffenburg/Deutschland: Bei Sanierungsarbeiten an der Bundesautobahn A3 explodiert während des Ausschrämmens der Fahrbahn eine beim Bau der Autobahn von Frankfurt am Main nach Würzburg in den 1950er Jahren übersehene Fliegerbombe von 250 kg aus dem Zweiten Weltkrieg. Der Fahrer der Betonfräse, ein 46-jähriger Maschinenführer aus Dresden, stirbt auf der Stelle. Die Strecke ist auf unabsehbare Zeit gesperrt, da die Explosion einen acht Meter breiten und zweieinhalb Meter tiefen Krater hinterlässt.[47][48]
- Berlin/Deutschland: Bundespräsident Horst Köhler stoppt aufgrund verfassungsrechtlicher Bedenken die Privatisierung der bundeseigenen Deutschen Flugsicherung. Es ist erste Mal, dass Köhler ein Gesetzesvorhaben der großen Koalition stoppt.[49]
- Budapest/Ungarn: In Budapest finden die zentralen Feiern zum 50. Jahrestag des Ungarischen Volksaufstands gegen die damalige Sowjetunion-treue Regierung statt. Der Aufstand ging von der TU Budapest aus und konnte nur mit massiver Waffengewalt gestoppt werden. Bei der Gedenkfeier vor dem Parlament kommt es zu Ausschreitungen einiger hundert Rechtsextremisten gegen die Polizei, die zu zahlreichen Verletzten führen. Die Extremisten mischten sich in eine Demonstration der Opposition, die seit Wochen den Rücktritt von Premier Ferenc Gyurcsány fordert.[50][51]

### Dienstag, 24. Oktober 2006
- Berlin/Deutschland: Die Deutsche Telekom möchte 45.000 Mitarbeiter in eine neue Sparte ausgliedern. Dort soll ihnen nur 30 bis 50 % des früheren Lohnes gezahlt werden.
- New York/Vereinigte Staaten: Madonna verteidigt ihre Adoption eines einjährigen Jungen aus Malawi gegenüber Talkmasterin Oprah Winfrey in einem TV-Interview, das morgen ausgestrahlt werden soll. Der Vater des Jungen wurde ihrer Meinung nach von der Presse manipuliert.[52]

### Mittwoch, 25. Oktober 2006
- Florida/Vereinigte Staaten: Der Serienmörder Danny Harold Rolling, der 1990 fünf Studentinnen aufschlitzte, stimmt vor seiner Hinrichtung ein selbst getextetes Kirchenlied an. Für Empörung sorgt die Liedzeile, im Himmel „von Engeln beschützt“ zu werden.[53]
- Grigny, Nanterre/Frankreich: In zwei Vorstädten von Paris zünden Jugendliche rund ein Jahr nach den gewaltsamen Unruhen in Frankreich erneut Linienbusse an. Die Insassen können sich rechtzeitig in Sicherheit bringen.[54]
- Pskow/Russland: In der Region Pskow nahe dem Baltikum haben sich 440 Menschen mit gepanschtem Wodka vergiftet, von denen 16 an toxischer Hepatitis starben. In ganz Russland – vom ukrainischen Grenzgebiet bis Sibirien – sollen Tausende betroffen sein. Die ersten massenhaften Alkoholvergiftungen traten Anfang September im Süden und Westen von Moskau auf. Die Behörden von Twer ordnen eine genaue Untersuchung und den Notstand an, um überraschende Razzien durchführen zu können. Nach offiziellen Angaben sterben jährlich 42.000 Russen durch illegal gebrannten Alkohol. Die Stilllegung vieler „schwarzer“ Brennereien hat das Problem verstärkt, da Kriminelle die Angebotslücke mit Fusel und beigemischtem Industriealkohol schließen.[55][56]
- Wien/Österreich: Im Schloss Belvedere eröffnet die für 4 Monate angesetzte Kunstausstellung „Aufgeklärt bürgerlich“. Sie zeigt an über 100 Exponaten und 40 ausländischen Leihgaben die Entwicklung der Porträt-Malerei und -Bildhauerei vom Ende des Barocks bis zu den 1840er Jahren.[57]

### Donnerstag, 26. Oktober 2006
- Brüssel/Belgien: Kommissionspräsident José Manuel Barroso will der bulgarischen Europaministerin Meglena Kunewa, die als Kommissarin des Beitrittslandes nominiert wurde, das Ressort Konsumentenschutz zuteilen. Bisher verwaltete es der zyprische Gesundheitskommissar Markos Kyprianou. Für Rumäniens Varujan Vosganian wurden noch keine Pläne bekannt. Der Vizechef der SP-Fraktion Hannes Swoboda äußerte Bedenken, weil Vosganian „Gründer einer weit rechts stehenden Partei“ sei.[58]
- Düsseldorf/Deutschland: In der Landeshauptstadt von Nordrhein-Westfalen beginnt die Neuauflage des Mannesmann-Prozesses.
- Irkutsk/Russland: Zwei Tage nach den Wodka-Todesfällen bei Pskow wird auch über die Region am Baikal-See der Notstand verhängt, als man über 500 Vergiftungen registrieren musste. Im Gebiet Belgorod an der Grenze zur Ukraine steigt die Zahl der Vergiftungen auf 900 und endet in 44 Fällen tödlich.[59]
- London/Vereinigtes Königreich: Auf dem Treffen der Innenminister der sechs größten Mitgliedstaaten der Europäischen Union fordern Wolfgang Schäuble aus Deutschland und Nicolas Sarkozy aus Frankreich eine gemeinsame Migrationspolitik der EU. Sie präsentieren ein Konzept für eine europäische Asylbehörde und für befristete EU-Arbeitsgenehmigungen für Migranten aus Drittländern. Den Herkunftsländern illegaler Einwanderer schlagen sie vor, Quoten festzulegen und der EU zu melden.
- Wien/Österreich: Bundespräsident Heinz Fischer nimmt in seiner Rundfunk-Ansprache zum Nationalfeiertag zu den laufenden Regierungsverhandlungen Stellung, die nach seinem Wunsch zu einer Großen Koalition führen sollen, während andere Varianten (Minderheits- bzw. Dreiparteien-Regierung, Neuwahlen) inakzeptabel seien. Nach dem Wahlergebnis vom 1. Oktober sind SPÖ und ÖVP fast gleich stark (68 bzw. 66 von 183 Mandaten) und stimmen nur in wenigen Punkten überein. Der „Kassasturz“ der letzten Verhandlungstage habe politisch machbares aufgezeigt, zwei von der SPÖ betriebene Untersuchungsausschüsse belasten aber das seit dem Wahlkampf gestörte Verhältnis zur bisher regierenden ÖVP neuerlich.

### Freitag, 27. Oktober 2006
- Berlin/Deutschland: Die Deutsche Oper entscheidet sich dafür, die im September aus Angst vor islamistischen Terroristen abgesetzte Operninszenierung Idomeneo von Wolfgang Amadeus Mozart 2006 noch zweimal aufzuführen.[60]
- Hongkong, Shanghai/China: Der weltweit größte Börsengang der Geschichte, die Börsennotierung der Aktien der Industrial and Commercial Bank of China, bringt dem ehemaligen Staatsunternehmen nach heutigen Meldungen die angestrebten 22 Milliarden US-Dollar ein. Die Wertpapiere sind sowohl an der Hongkonger als auch an der Börse Shanghai gelistet.[61]

### Sonntag, 29. Oktober 2006

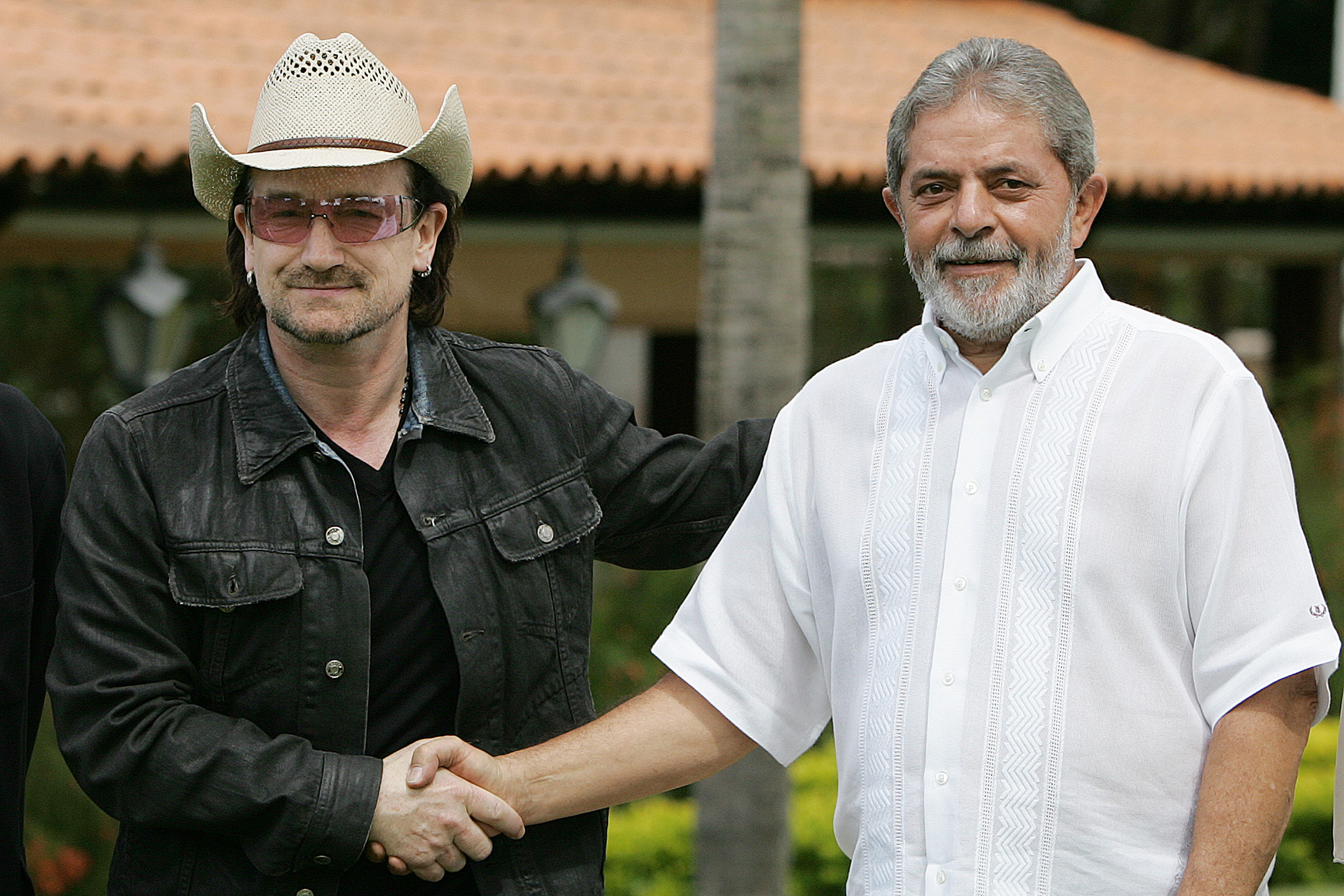
Bono Vox, Luiz Inácio Lula da Silva

- Belgrad/Serbien: In Serbien votieren knapp 52 % der teilnehmenden Wahlberechtigten für die Annahme einer neuen Verfassung. Diese enthält Bestimmungen zum Minderheitenschutz und zu so genannten „europäischen Werten“. Der Provinz Kosovo und Metochien, die der Gesetzestext trotz anderer Ansicht der Vereinten Nationen zum serbischen Hoheitsgebiet zählt, wird die volle und der Provinz Vojvodina mit ihrem hohen ungarischen Bevölkerungsanteil eine Teil-Autonomie in Aussicht gestellt. Dementsprechend ist die Wahlbeteiligung regional sehr unterschiedlich.[62]
- Brasília/Brasilien: Bei der Stichwahl um die Präsidentschaft zwischen Präsident Luiz Inácio Lula da Silva von der Partei der Arbeiter und seinem Herausforderer Geraldo Alckmin von der Sozialdemokratischen Partei erhält Amtsinhaber „Lula“ trotz einiger Korruptionsfälle seiner Linksregierung etwa 60 % der Stimmen. Die treueste Wählergruppe sind die ärmeren Teilen der Bevölkerung, die er wirtschaftlich fördern will.[63]
- Deutschland, Guatemala: Der Investitionsschutzvertrag zwischen beiden Staaten tritt in Kraft.[64]
- Kinshasa/DR Kongo: Die Stichwahl um das Amt des Staatspräsidenten endet mit dem Sieg des bislang diktatorisch regierenden Amtsinhabers Joseph Kabila, der gegenüber seinem aktuellen Stellvertreter Jean-Pierre Bemba einen Vorsprung von circa 17 % der Stimmen verzeichnet. Die Wahlen gelten als die ersten Wahlen nach demokratischen Regeln seit 1965 und sie verlaufen ohne größere Zwischenfälle, während es in den Tagen davor heftige gewaltsame Auseinandersetzungen zwischen den Anhängern der beiden Kontrahenten gab.[65]
- Sofia/Bulgarien: Bei der Stichwahl um die Präsidentschaft wird der Amtsinhaber Georgi Parwanow mit etwa 80 % der Stimmen wiedergewählt. Im 1. Wahlgang war er knapp unter der absoluten Mehrheit geblieben. Dass sein Gegenkandidat, der Nationalist Wolen Siderow, in die Stichwahl kam, hatte für Unruhe in der EU gesorgt.[66]

### Montag, 30. Oktober 2006
- Berlin/Deutschland: Der Bundeswehrverband hält den Abzug deutscher Soldaten aus Bosnien und Herzegowina für überfällig. Die restlichen Aufgaben müssten von Polizisten erledigt werden, sagt der Vorsitzende des Verbandes, Oberst Bernhard Gertz. Verteidigungsminister Jung äußert sich ähnlich.[67]
- Chingai/Pakistan: Dem Militär gelingt ein wichtiger Schlag gegen den Terrorismus an der Grenze zu Afghanistan. Bei einem Luftangriff auf ein Taliban-Ausbildungszentrum in der Koranschule (Madrasa) von Chingai nahe der Stadt Khar im Nordwesten Pakistans werden nach Armeeangaben die meisten der 70–80 Extremisten getötet. In Chingai heißt es jedoch, die Opfer seien unschuldige Zivilpersonen. Insgesamt kommen etwa 80 Menschen ums Leben. Am Begräbnis des Madrasa-Betreibers Molvi Liaquat nehmen zahlreiche Stammesangehörige teil. Liaquat hatte Verbindungen zu einer verbotenen islamistischen Gruppe, die Freiwillige für den Kampf gegen US-Truppen in Afghanistan anwarb. Vor dem Angriff war erwartet worden, dass die Regierung einen Friedensvertrag mit den halbautonomen Stämmen in der betroffenen Region Bajaur schließt. Liaquat hatte dem Vertrag zugestimmt.[68][69]
- Mexiko-Stadt/Mexiko: Nach mehreren Todesopfern bei den seit Monaten andauernden Unruhen im Bundesstaat Oaxaca rufen beide Kammern des Parlaments von Mexiko den Provinz-Gouverneur Ulises Ruiz Ortiz zum Rücktritt auf, damit die öffentliche Ordnung wiederhergestellt werde. Dem Politiker der Partei der institutionalisierten Revolution werden Wahlfälschung und Korruption vorgeworfen, insbesondere von der Initiative Volksversammlung der Völker Oaxacas.[70]
- Wien/Österreich: Das am 1. Oktober neu gewählte Parlament konstituiert sich und wählt Barbara Prammer (SPÖ) zur Präsidentin (bisher Andreas Khol, ÖVP). Vizepräsidenten werden Michael Spindelegger (ÖVP) und Eva Glawischnig (Grüne). Ferner wird von den bisherigen Oppositionsparteien SPÖ, Grüne und FPÖ ein Untersuchungsausschuss zum Kauf der Eurofighter Typhoon beschlossen, was die ÖVP als Misstrauen wertet und mit der Aussetzung der laufenden Koalitionsverhandlungen beantwortet.[71]

### Dienstag, 31. Oktober 2006
- Berlin/Deutschland: Als bekannt wird, dass die deutschen Marineschiffe vor dem Libanon nur unter bestimmten Bedingungen die entscheidende Sechs-Meilen-Zone befahren dürfen, äußert SPD-Verteidigungsexperte Jörn Thießen: „Wenn der Einsatz keinen Effekt bringt, wird das die teuerste Seeübung, die wir bisher gemacht haben.“[72]
- Khar, Islamabad/Pakistan: In der Stadt im Nordwesten des Landes demonstrieren rund 10.000 Menschen, darunter bewaffnete Islamisten, gegen den gestrigen Angriff auf Chingar. In der Madrasa seien keine Terroristen, sondern Zivilisten ums Leben gekommen. Der Geistliche Maulana Roohul Amin ruft zum Heiligen Krieg auf: „Wir werden Rache nehmen für das Blut unserer Märtyrer.“ Qazi Hussain Ahmed von der Jamaat-e-Islami-Partei wirft der Regierung vor, unschuldige Menschen zu töten, um den Vereinigten Staaten Gefolgschaft im Anti-Terror-Kampf zu beweisen. Die Sprecherin des Außenministeriums Tasneem Aslam betont jedoch, es habe keinen „ausländischen Einfluss“ auf die Operation gegeben. Afghanische und US-Truppen kämpfen jenseits der Grenze in der Provinz Kunar gegen islamistische Taliban und Terroristen der Al-Qaida, die von Pakistanis unterstützt werden.[73][74]
- Neapel/Italien: Innerhalb von drei Tagen wird bereits der vierte Mord an Bandenchefs der Camorra verübt. Über 20 Familienclans kämpfen um die Vorherrschaft in der größten Stadt Süditaliens.[75]

## Weblinks

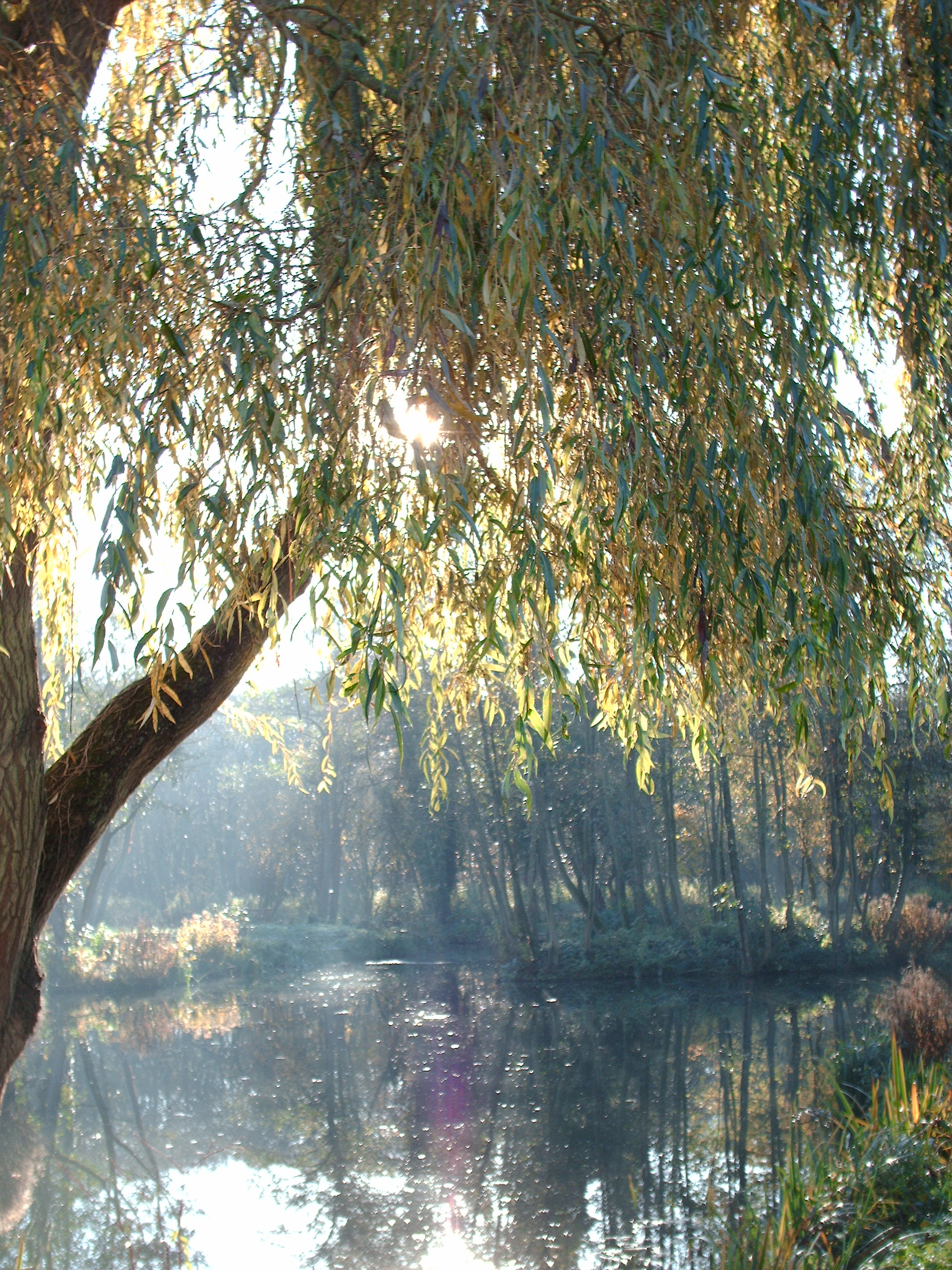
England im Oktober 2006